# Antonio Latorre Grueso
Antonio Latorre Grueso (La Pobla de Vallbona, Camp de Túria, 21 de novembre de 1997), conegut futbolísticament com a Toni Lato o més simplement com a Lato, és un futbolista professional valencià que juga com a lateral esquerre al RCD Mallorca.
Va fer els seus primers passos en el futbol van ser en l'Atlètic Vallbonense, La Pobla de Vallbona (València), i ben jove va cridar l'atenció dels observadors del València Club de Futbol. Es va formar a les categories inferiors d'aquest equip.

## Carrera de club
Nascut a La Pobla de Vallbona, Lato es va formar al planter del València CF. Va debutar com a sènior amb el València CF Mestalla el 29 de març de 2014, entrant com a substitut a la segona part en un empat 0–0 a casa contra l'Elx Club de Futbol Il·licità.
El 25 de juny de 2015, Lato va signar un nou contracte amb els Xe, acceptant un contracte de cinc anys i ascendint definitivament a l'equip B. El 6 gener de l'any següent va ser inclòs per primera vegada en una convocatòria del primer equip, tot i que es va quedar sense jugar en una victòria a casa per 4-0 contra el Granada CF de setzens de final de la Copa del Rei. Va fer el seu debut amb el primer equip el 25 de febrer de 2016, substituint el seu company de generació José Luis Gayà a la mitja part en una golejada per 4-0 a la Lliga Europa de la UEFA contra el SK Rapid Wien; el seu primer partit a La Liga va ser el 9 de gener següent, quan va entrar com a substitut a la mitja part de Guilherme Siqueira en un empat 3-3 contra el CA Osasuna.
Lato va marcar el seu primer gol competitiu amb els Xe el 18 d'abril de 2019, marcant el primer en una victòria a casa contra el Vila-real CF per 2-0 a la UEFA Europa League, ajudant així el seu equip a classificar-se per a les semifinals. Va ser convocat, però no va jugar, el 25 de maig quan l'equip va vèncer el campió de la lliga FC Barcelona per 2–1 a la final de la Copa del Rei de 2019. El 5 de juliol va signar una pròrroga de contracte amb el València fins al 2023; la seva clàusula de rescissió es va fixar en 80 milions d'euros.
Immediatament després de signar l'extensió, Lato va ser cedit al PSV Eindhoven de l'Eredivisie per un any. Va deixar el club el 26 de desembre, després de jugar just en el temps de descompte d'una victòria a casa per 3-0 a l'Europa League contra l'Apollon Limassol i dues aparicions amb l'equip B a l'Eerste Divisie; també va ser criticat públicament per l'entrenador Mark van Bommel.
El mateix dia que deixava els Països Baixos, Lato fou cedit a l'Osasuna de primera divisió espanyola, per la temporada 2019-20. Va marcar el seu primer gol a la Lliga el 24 de juny en marcar l'únic gol del partit en una derrota fora contra el Deportivo Alavés. El 23 d'octubre, va marcar el seu primer gol amb el València, el de consolació en una derrota per 2-1 contra l'Elx CF; va continuar enfrontant-se a la competència no només de Gayà sinó d'un altre producte del planter, Jesús Vázquez.
El 26 de juny de 2023, Lato va signar un contracte de quatre anys amb un altre equip de primera, el RCD Mallorca.

## Vida personal
El pare de Lato, també anomenat Antonio, i l'oncle Vicente eren tots dos futbolistes. Aquest últim va jugar majoritàriament al rival de la ciutat del derbi valencià, el Llevant UE.

## Palmarès
València CF
- 1 Copa del Rei: 2018-19.